# Shirō Kikuhara
Shirō Kikuhara (jap. 菊原 志郎 Kikuhara Shirō; ur. 7 lipca 1969) – japoński piłkarz, reprezentant kraju.

## Kariera klubowa
Od 1985 do 1996 roku występował w klubach: Verdy Kawasaki i Urawa Reds.

## Kariera reprezentacyjna
W reprezentacji Japonii zadebiutował w 1990. W sumie w reprezentacji wystąpił w 5 spotkaniach.

## Statystyki
| Reprezentacja Japonii | Reprezentacja Japonii | Reprezentacja Japonii |
| Rok                   | Mecze                 | Gole                  |
| --------------------- | --------------------- | --------------------- |
| 1990                  | 5                     | 0                     |
| Razem                 | 5                     | 0                     |